# Gebitselement
Een gebitselement is een tand of een kies.
De gebitselementen vormen samen het gebit. Verschillende zoogdieren hebben permanente gebitten en melkgebitten van verschillende samenstelling. meestal worden snijtanden, hoektanden, valse en ware kiezen onderscheiden, die kunnen worden aangegeven door middel van een tandformule die de samenstelling van een kwadrant aangeeft, dus bij volwassen mensen: 2-1-2-3.
Bij de mens worden in de tandheelkunde de gebitselementen aangeduid met een kengetal bestaande uit het kwadrant gevolgd door een nummer, waarbij geteld wordt vanaf de middellijn. De kwadranten zijn genummerd 1 t/m 4 (en 5 t/m 8 voor het melkgebit), waarbij:
1 = rechtsboven,
2 = linksboven,
3 = linksonder en
4 = rechtsonder.
Het element 48 is dus de verstandskies rechtsonder, en 11 de snijtand rechtsboven. Voor meer informatie over deze nummering, zie internationale tandnummering.